# Péninsule de Gove

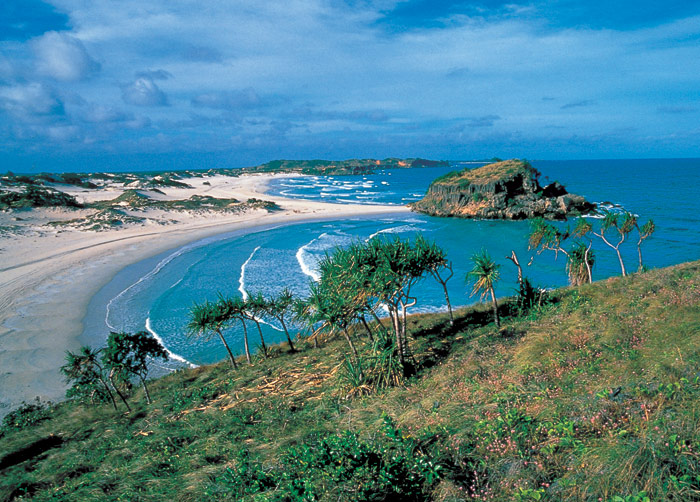
Littoral de la péninsule de Gove.

La péninsule de Gove est une péninsule située à l'extrémité nord-est de la terre d'Arnhem, dans le Territoire du Nord (Australie).

## Géographie
Longue d'environ 100 km, avec une largeur minimale d'environ 60 km, la péninsule de Gove constitue l'extrémité nord-ouest du golfe de Carpentarie, à quelque 900 km à vol d'oiseau à l'est de Darwin. 

### Population
La ville minière de Nhulunbuy et la communauté indigène de Yirrkala sont les seules agglomérations de la péninsule. On y trouve également un aéroport, l'aéroport de Gove, qui dessert ces deux localités.
Au recensement de 2001, 13 080 personnes habitaient sur le territoire de la péninsule, dont 60 % d'Aborigènes.

## Histoire
La région est occupée par le peuple Yolngu depuis des millénaires. Le premier contact avec les Européens a lieu en 1623 lors du passage du Hollandais Willem van Colster, dont le navire a donné son nom à la Terre d'Arnhem. Toutefois, la première cartographie de la côte n'est effectuée qu'en 1803 par Matthew Flinders. 
En 1931, une grande partie de la péninsule appartient aux communautés indigènes, à l'exception des zones minières. En 1935, une église méthodiste s'est installée à Yirrkala.
La péninsule de Gove a revêtu une grande importance stratégique pendant la Deuxième Guerre mondiale lorsqu'une base aérienne y fut construite. Cette base est devenue l'aéroport de Gove.